# Acheron River (Jane River)
Der Acheron River ist ein Fluss im Südwesten des australischen Bundesstaates Tasmanien. 

## Geografie
Der Fluss entspringt an den Südhängen des O'Boyles Sugarloaf im Zentrum des Franklin-Gordon-Wild-Rivers-Nationalparks und fließt nach Süd-Südosten. Etwa ein Kilometer nordöstlich des Abel Peak mündet er in den Jane River.